# Przewalski's diksnavelmees
Przewalski's diksnavelmees (Suthora przewalskii; synoniem: Sinosuthora przewalskii, Paradoxornis przewalskii) is een zangvogel uit de familie Paradoxornithidae (diksnavelmezen). Deze vogel is genoemd naar de Russische ontdekkingsreiziger Nikolaj Przjevalski. Samen met vijf andere soorten (brildiksnavelmees, Zappeys diksnavelmees, bruinvleugeldiksnavelmees, yunnandiksnavelmees, bruinkopdiksnavelmees en grijskeeldiksnavelmees) werd de soort ook wel in het geslacht Sinosuthora geplaatst.

## Herkenning
De vogel is 13 tot 14,5 cm lang. Zoals alle diksnavelmeezen is de soort overwegend grijsbruin. Opvallend aan deze soort is de grijze kopkap en wangen en een brede zwarte wenkbrauwstreep die doorloopt tot het achterhoofd.

## Verspreiding en leefgebied
Deze soort is endemisch in het zuidelijke deel van Centraal-China. Over de habitateisen van de soort is weinig bekend. Waarnemingen sinds 2000 zijn gedaan in dicht struikgewas van bamboe in bergachtig gebied net onder de boomgrens tussen 2440 en 3050 meter boven zeeniveau.

## Status
Over populatie-aantallen is weinig bekend. Waarnemingen van deze vogels zijn schaars. Rond 2001 werd gevreesd dat het leefgebied van de soort werd aangetast, maar onderzoek uit 2021 wijst uit dat dit niet het geval is. Daarom staat Przewalski's diksnavelmees als niet bedreigd op de rode lijst van de IUCN.